# Портал (Гарри Поттер)
Портал (англ. Portkey) — предмет из серии книг о Гарри Поттере, использующийся для того, чтобы перенести волшебников из одного места в другое в заранее установленное время. При необходимости можно путешествовать большими группами.
Министерство Магии установило по всей Англии в стратегически важных точках двести порталов. Порталы представлены разными незначительными предметами, такими, чтобы маглам не пришло в голову их подбирать или играть с ними… Нужно также отметить, что собственноручное создание порталов является серьезным преступлением.
В Министерстве Магии существует Отдел магического транспорта, включающий в себя Портальное управление.

## Упоминание в книгах

### Гарри Поттер и Кубок огня
- С помощью порталов, установленных на пяти континентах, были доставлены люди на Чемпионат мира по квиддичу.

- На Турнире Трех Волшебников Барти Крауч-младший придал порталу форму кубка. Этот портал перенесил всех к нему прикоснувшихся на кладбище, где в то время находился Волан-де-Морт.

### Гарри Поттер и Орден Феникса
- На Рождество Альбус Дамблдор создает портал, переносящий Гарри Поттера, Рона, Джорджа, Фреда и Джинни Уизли из кабинета директора в кухню Сириуса Блэка.
- В Министерстве Магии Альбус создает портал, перенесший Гарри из здания Министерства в кабинет Дамблдора.

### Гарри Поттер и Дары Смерти
- Шесть фальшивых Гарри Поттеров должны были покинуть Тисовую улицу в сопровождении кого-то из взрослых и, долетев до защищённого места, с помощью порталов добраться до Норы. Часть порталов вернулась пустой.